# كفر الصناديدي
قرية كفر الصناديدى هي إحدى القرى التابعة لمركز شبراخيت في محافظة البحيرة في جمهورية مصر العربية. حسب إحصاءات سنة 2006، بلغ إجمالي السكان في كفر الصناديدى 466 نسمة، منهم 246 رجل و220 امرأة.